# Lepenac (Brus)
Pour les articles homonymes, voir Lepenac.
Lepenac (en serbe cyrillique : Лепенац) est un village de Serbie situé dans la municipalité de Brus, district de Rasina. Au recensement de 2011, il comptait 868 habitants.

## Démographie
| 1948 | 1953  | 1961  | 1971 | 1981 | 1991 | 2002 | 2011 |
| ---- | ----- | ----- | ---- | ---- | ---- | ---- | ---- |
| 981  | 1 023 | 1 014 | 934  | 953  | 991  | 932  | 868  |

|  |